# ① Let's say “Hello!”
『① Let's say "Hello!"』（イチ レッツ・セイ・ハロー!）は、2015年2月18日にアップフロントワークスから発売されたハロプロ研修生の1枚目のオリジナルアルバムである。

## 概要
ハロプロ研修生初となるオリジナルアルバムである。つんく♂プロデュースによるハロー!プロジェクトのオリジナルアルバムは現時点で今作が最後となっている。
2014年11月29日にZepp Nagoyaにて開催された『ハロプロ研修生 発表会 2014 ～11月・12月の生タマゴShow!～』より会場先行販売された。

## 収録曲
- 全作詞・作曲：つんく / プロデュース：つんく♂

1. Say! Hello! [4:22]
  - 編曲：鈴木俊介
2. 女の園 [3:33]
  - 編曲：江上浩太郎
3. Crying [3:39]
  - 編曲：板垣祐介
4. 青春Beatは16 [3:46]
  - 編曲：SHIKI
5. テーブル席空いててもカウンター席 [3:40]
  - 編曲：平田祥一郎
6. 「恋したい新党」 [4:35]
  - Rap詞：U.M.E.D.Y. / 編曲：AKIRA
7. 「アイドルはロボット」って昭和の話ね [3:26]
  - 編曲：近藤圭一
8. おへその国からこんにちは [3:59]
  - 編曲：大久保薫

3rdインディーズシングル（DVDシングル）。
9. 彼女になりたいっ!!! [4:06]
  - 編曲：大久保薫

1stインディーズシングル。
10. 天まで登れ! / ハロプロ研修生 feat. Juice=Juice [4:52]
  - 編曲：平田祥一郎 / 管編曲：鈴木俊介

2ndインディーズシングル。

## 参加メンバー
太字はジャケット写真に掲載されているメンバー。
- 金子りえ
- 宮本佳林
- 田辺奈菜美
- 吉橋くるみ・浜浦彩乃・田口夏実
- 大塚愛菜・小川麗奈
- 小数賀芙由香
- 室田瑞希
- 山岸理子・野村みな美
- 一岡伶奈・加賀楓・岸本ゆめの・牧野真莉愛・和田桜子
- 佐々木莉佳子
- 田中可恋・稲場愛香・三瓶海南・藤井梨央・真城佳奈・井上ひかる
- 山木梨沙・横川夢衣・新沼希空・大浦央菜・段原瑠々・羽賀朱音・船木結
- 相川茉穂・竹村未羽・斎藤夏奈

## 参加ミュージシャン
- 鈴木俊介：Programming (#1), Guitar (#1), Brass Programming (#10)
- 笹本安詞：Bass (#1)
- CHINO：Chorus (#1 - #5, #7 - #10)
- 江上浩太郎：Programming (#2)
- 鎌田浩二：Guitar (#2)
- 板垣祐介：Programming (#3)
- 山尾正人：Chorus (#3, #5, #7)
- SHIKI：Programming (#4)
- 平田祥一郎：Programming (#5, #10)
- AKIRA：Programing (#6), Chorus (#6)
- U.M.E.D.Y.：Rap (#6)
- 近藤圭一：Programming (#7)
- 大久保薫：Keyboard (#8, #9), Programming (#8, #9)

## カバー
おへその国からこんにちは
- さかさまJr. - トリビュートアルバム『シューティング スター』（2024年11月11日発売）に収録。